# 얼룩무늬타마린
얼룩무늬타마린(Saguinus bicolor)은 현재 멸종위기에 있는 타마린의 일종으로 브라질의 아마존 우림과 아마조나스주의 주도인 마나우스 시 경계의 북쪽 지역에서만 제한적으로 발견되는 종이다.
몸길이는 20.8~28.3cm이며 꼬리를 포함하면 33.5~42.0cm이다. 수컷의 몸무게는 약 428g이며 야생에서의 기대수명은 약 10년이다.